# Filip Hološko
Filip Hološko (* 17. Januar 1984 in Piešťany, Tschechoslowakei, heute Slowakei) ist ein ehemaliger slowakischer Fußballspieler.

## Karriere
Hološko begann mit dem Fußballspielen im Alter von sechs Jahren beim MFK Piešťany, nachdem ihn sein Vater ein Jahr zuvor zunächst zum Handball geführt hatte. Mit 14 Jahren wechselte der Stürmer zu Ozeta Dukla Trenčín, mit dem er sowohl in der B- als auch in der A-Jugend slowakischer Meister wurde. In der ersten slowakischen Liga debütierte Hološko am 17. November 2001, im Auswärtsspiel gegen Inter Bratislava wurde er eine halbe Stunde vor Spielende eingewechselt. Es blieb sein bisher einziger Einsatz in der Corgoň liga, Anfang 2002 wechselte der Angreifer in die tschechische Liga zum FC Slovan Liberec.
In Liberec trainierte er zwar mit der A-Mannschaft mit, wurde zunächst aber nur im B-Team in der 3. Liga eingesetzt. Seine Premiere in der Gambrinus Liga gab Hološko am 10. Spieltag der Saison 2002/03, Slovan Liberec unterlag bei Slavia Prag mit 0:1. Seine ersten beiden Tore im Profibereich schoss der Slowake am 6. April 2003 beim 2:0-Erfolg im Derby gegen den FK Jablonec. Im Halbfinale des UEFA Intertoto Cup 2004 gegen den FC Nantes zog sich Hološko einen Kreuzbandriss zu und musste mehrere Monate pausieren. Nach seiner Genesung kam er in eine gute Form und debütierte am 3. September 2005 in der Slowakischen Nationalmannschaft, die in Bratislava Deutschland mit 2:0 besiegte. Sein erstes Länderspieltor erzielte der Stürmer im Rückspiel der Relegation zur Weltmeisterschaft 2006 gegen Spanien, das 1:1 unentschieden endete, das Hinspiel hatten die Slowaken 1:5 verloren.
Im Winter 2005/06 wechselte Hološko zum türkischen Erstligisten Vestel Manisaspor, wo er einen Vertrag über viereinhalb Jahre unterzeichnete. Die Ablösesumme betrug für ihn 2,3 Millionen Euro. In der übernächsten Winterpause der Saison 2007/08 wechselte er für fünf Millionen Euro zu Beşiktaş Istanbul. Neben der Ablöse musste Beşiktaş noch Koray Avcı und Burak Yılmaz an Vestel Manisaspor abgeben. Sein erstes Spiel für Beşiktaş Istanbul absolvierte er am 5. Januar 2008 im Pokalspiel gegen Diyarbakır Büyükşehir Belediyesi Diski Spor und machte ein gutes Spiel, indem er zwei Torvorlagen gab. Bereits in seinem zweiten Spiel gegen Ankaraspor erzielte er sein erstes Tor für Beşiktaş Istanbul. In der Saison 2008/09 holte er mit Beşiktaş das Double, den türkischen Pokal und die Meisterschaft. Am 30. September 2009 beim Champions-League-Spiel gegen ZSKA Moskau brach sich Hološko seinen Fuß und fiel somit für über drei Monate aus. In der kommenden Winterpause der Saison 2009/10 verlängerte er seinen Vertrag vorzeitig um weitere drei Jahre, bevor der Vertrag im kommenden Sommer ausgelaufen wäre. Am 10. Dezember 2010 brach er sich erneut was am Fuß und zwar den rechten Mittelfuß und es musste operiert werden. Dadurch fiel Hološko erneut für Beşiktaş drei Monate aus.
Die Rückrunde der Saison 2010/11 spielte Filip Hološko auf Leihbasis für Istanbul Büyükşehir Belediyespor.

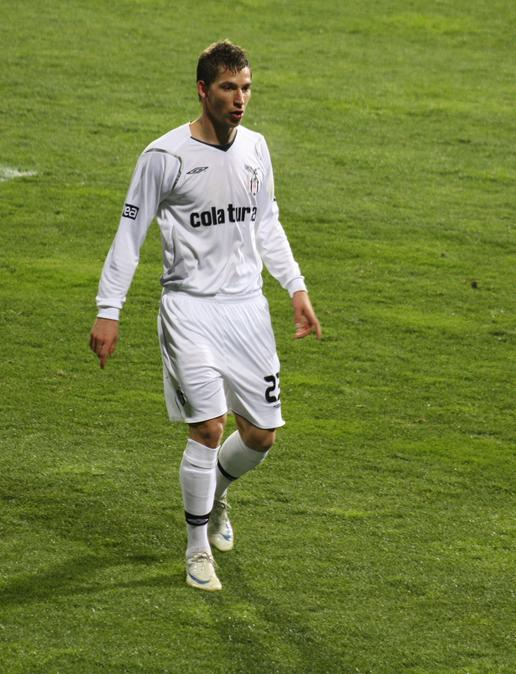
F. Hološko in Aktion (2009)

Für die Saison 2014/15 wurde er an den Ligarivalen Çaykur Rizespor ausgeliehen.
Zur Saison 2015/16 verließ er nach neun Jahren die Türkei und setzt seine Karriere beim Sydney FC fort. Mit dem Verein gewann Hološko in der Saison 2016/17 die australische Meisterschaft.
2017 verließ er den Sydney FC und kehrte in seine slowakische Heimat zurück. Er unterschrieb beim ŠK Slovan Bratislava einen Vertrag bis 2019. Nach zwei Jahren in Bratislava, in denen er Ersatzspieler blieb, unterschrieb er im März 2019 einen Einjahresvertrag beim tschechischen Erstligisten 1. FC Slovácko.

## Erfolge

### Verein
Slovan Liberec
- 2 × Tschechischer Meister: 2002 (ohne Einsatz) & 2006

Beşiktaş Istanbul
- Türkischer Pokalsieger: 2009
- Türkischer Meister: 2009